# Gynoplistia (Gynoplistia) fulviventris
Gynoplistia (Gynoplistia) fulviventris is een tweevleugelige uit de familie steltmuggen (Limoniidae). De soort komt voor in het Australaziatisch gebied.